# Biologia estrutural

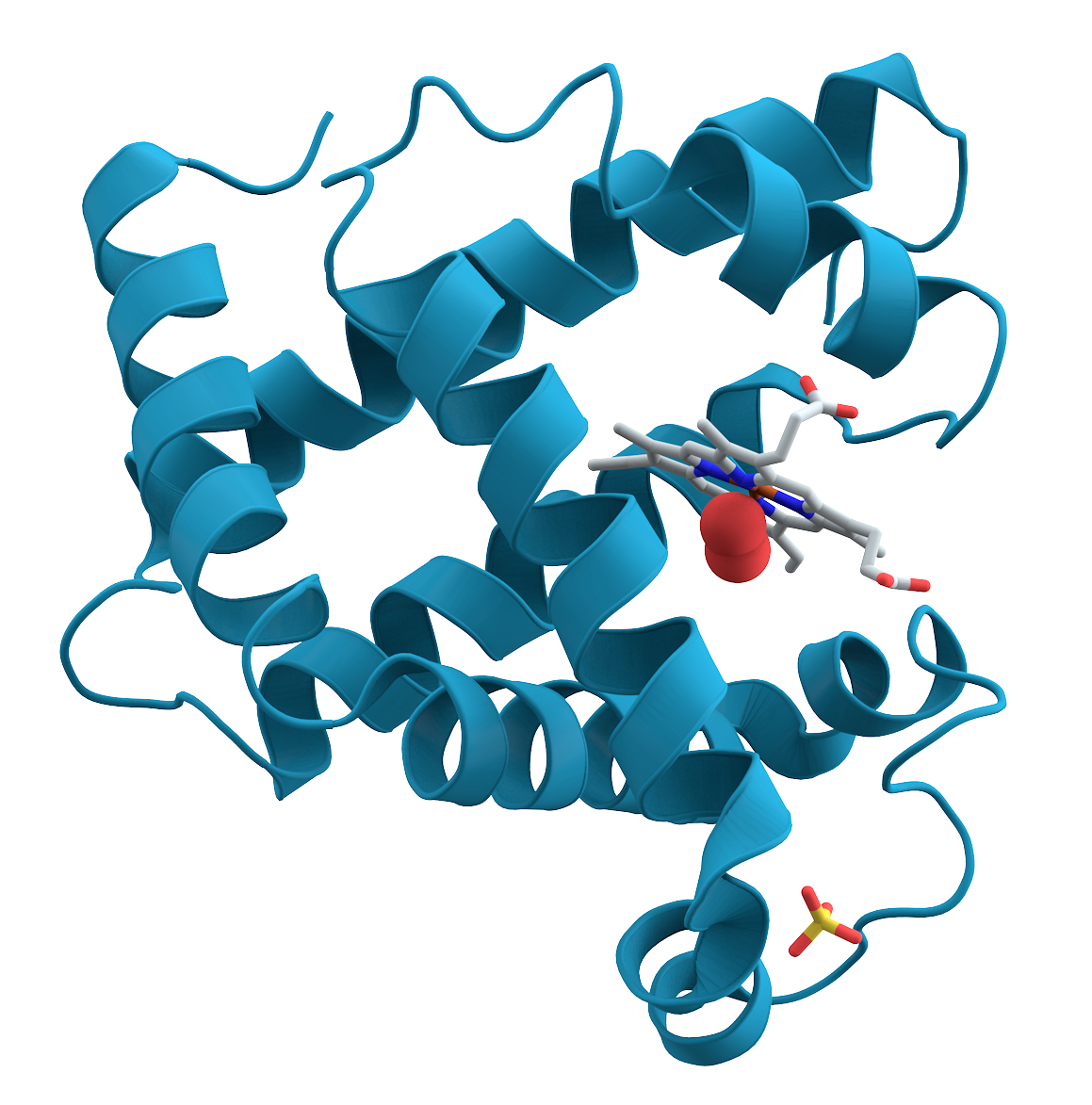
Estrutura tridimensional da mioglobina, a primeira proteína cuja estrutura foi obtida através de cristalografia, por John Kendrew em 1958.

A biologia estrutural é um ramo da biologia molecular, da bioquímica e da biofísica que diz respeito à estrutura molecular das macromoléculas, sobretudo das proteínas e dos ácidos nucleicos, à forma como adquirem a sua estrutura e a como alterações na sua estrutura afectam a sua função. Este campo é de grande interesse para a biologia uma vez que as macromoléculas levam a cabo a maior parte das funções celulares, e é apenas devido à sua transformação em formas tridimensionais específicas que são capazes de exercer este tipo de função. Esta arquitectura, a estrutura terceária das moléculas, está dependente da composição básica das moléculas, ou estrutura primária.